# 고를리체

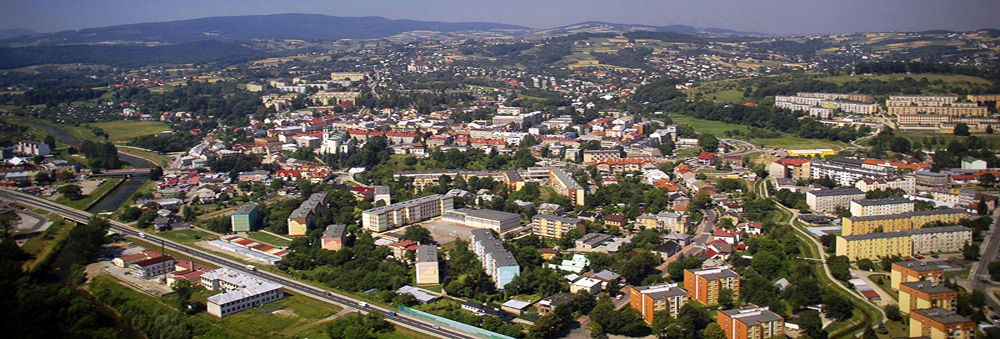
고를리체

고를리체(폴란드어: Gorlice)는 폴란드 남동부 마워폴스카주에 위치한 도시로 면적은 23.56km2, 인구는 29,500명(2008년 기준), 인구 밀도는 1,300명/km2이다. 크라쿠프의 남동쪽, 타르누프의 남쪽에 위치하며 야스워와 노비송치 사이에 위치한다.

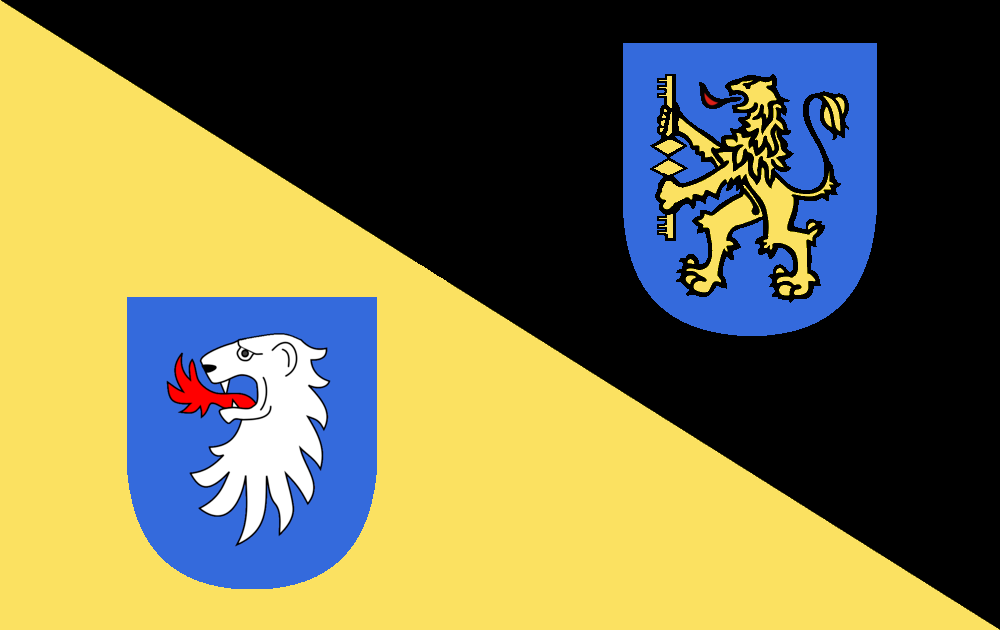
시기
시 문장

## 자매 도시
- 헝가리 파퍼
- 슬로바키아 바르데요우